# Martin van Doorn
Martin van Doorn (Utrecht, 22 september 1970) is een Nederlands volkszanger, radiomaker en televisiepersoonlijkheid.
Van Doorn begon zijn zangcarrière midden jaren negentig, toen hij zijn album Zing met mij mee uitbracht. Tevens stond hij in het voorprogramma van Wolter Kroes, Gerard Joling, Jan Smit en Marianne Weber, waarmee hij ook samen opgetreden heeft. In 2005 is hij uitgeroepen tot Utrechts zanger van het jaar.

## Televisieoptredens
Van Doorn brak door na zijn deelname aan het televisieprogramma Een Ster in 40 dagen. Tevens nam hij deel aan de programma's Ik Geloof In Mij en de Nederlandse versie van First Dates.

## Zanger
Van Doorn is een veelgevraagd zanger. Hij zong tijdens de crematieplechtigheid van de kleinkunstenaar Herman Berkien. Hij zong bij aanvang van de stille tocht naar het 24 Oktoberplein zijn lied "Als de morgen nooit meer komt". Dit nummer werd na de stille tocht opnieuw uitgegeven. Van Doorn schonk de opbrengst aan de slachtoffers van het tramdrama. Hij bracht dit nummer ook ten gehore bij de herdenkingsceremonie van de voetballer David Di Tommaso.

## Radiomaker
Van Doorn presenteerde het radioprogramma Sterrenparade bij Bingo FM, een programma over Nederlandse artiesten die ook regelmatig in het programma optraden.